# Ensamma Vargen
För andra betydelser, se Ensamma Vargen (olika betydelser).
Ensamma Vargen (engelsk originaltitel: Lone Wolf) är en serie på för närvarande 31 soloäventyrsböcker, skapade av Joe Dever och ursprungligen illustrerade av Gary Chalk (bok 1–8). Dever författade själv de första 29 böckerna i serien och efter hans död 2016 övertogs skrivandet och publiceringen av de återstående böckerna av hans son Ben Dever och författaren Vincent Lazzari. Seriens publicering påbörjades i juli 1984 och blev mycket populär med över 10,2 miljoner sålda böcker i världen. De tolv första böckerna översattes till svenska och gavs ut av Äventyrsspel från 1985 till och med 1990.
Berättelsen utspelar sig i den fiktiva världen Magnamund, där de goda och onda krafterna kämpar om kontrollen. Huvudpersonen är Ensamma Vargen, den sista i hans kast av krigarmunkar. I de senare böckerna skiftar fokus istället till en av Ensamma Vargens lärjungar. Bokserien är skriven i andra person och berättar om Ensamma Vargens äventyr som om läsaren är huvudpersonen.

## Handling
Äventyren utspelar sig i världen Magnamund, där även soloäventyret Silverstjärna utspelar sig. Kaiherrarna, riket Sommerlunds krigsherrar, kämpar mot Mörkerherrarna från de norra rikena för att förhindra världens undergång. När soloäventyr nummer ett, Flykt undan mörkret tar sin början har Kai-klostret där Ensamma Vargen skolats attackerats av Mörkerherrar och det första uppdraget (av 350 stycken) går ut på att fly genom Sommerlunds vildmark för att nå konungen och varsko denne om faran. Under böckernas gång blir Ensamma Vargen starkare och skickligare och lär sig undan för undan att bemästra de Kai-förmågor som slutligen gör honom till Magnamunds sista hopp.

## Ensamma Vargen-böcker
Följande böcker släpptes på svenska:

### Kai-serien
- Ensamma Vargen 1: Flykt undan mörkret
- Ensamma Vargen 2: Eld över vattnet
- Ensamma Vargen 3: Kaltes grottor
- Ensamma Vargen 4: Domedagsklyftan
- Ensamma Vargen 5: Skuggor i sanden

### Magnakai-serien
- Ensamma Vargen 6: Skräckens länder
- Ensamma Vargen 7: Dödens slott
- Ensamma Vargen 8: Fasornas djungel
- Ensamma Vargen 9: Fruktans kittel
- Ensamma Vargen 10: Torgars fängelsehålor
- Ensamma Vargen 11: Tidens fångar
- Ensamma Vargen 12: Mörkrets herrar

### Ensamma vargens värld
- Ensamma vargens värld 1: Silverstjärnas ankomst
- Ensamma vargens värld 2: Skuggornas port
- Ensamma vargens värld 3: Bortom skuggornas port
- Ensamma vargens värld 4: Trollkarlarnas kamp

Ytterligare böcker skrevs av Joe Dever och finns på engelska.

### Grandmaster series
- Lone Wolf 13: The Plague Lords of Ruel
- Lone Wolf 14: The Captives of Kaag
- Lone Wolf 15: The Darke Crusade
- Lone Wolf 16: The Legacy of Vashna
- Lone Wolf 17: The Deathlord of Ixia
- Lone Wolf 18: Dawn of the Dragons
- Lone Wolf 19: Wolf's Bane
- Lone Wolf 20: The Curse of Naar

### New Order series
- Lone Wolf 21: Voyage of the Moonstone
- Lone Wolf 22: The Buccaneers of Shadaki
- Lone Wolf 23: Mydnight's Hero
- Lone Wolf 24: Rune War
- Lone Wolf 25: Trail of the Wolf
- Lone Wolf 26: The Fall of Blood Mountain
- Lone Wolf 27: Vampirium
- Lone Wolf 28: The Hunger of Sejanoz
- Lone Wolf 29: The Storms of Chai
- Lone Wolf 30: Dead in the Deep
- Lone Wolf 31: The Dusk of Eternal Night
- Lone Wolf 32: Light of the Kai (ännu ej utgiven)

## Boken om Magnamund
Utöver Ensamma Vargen-böckerna publicerade Äventyrsspel 1986 Boken om Magnamund, även denna av Joe Dever och Gary Chalk. Kartor, såväl som varelser och folkslag finns beskrivna, förutom ett kort soloäventyr.

## Nyutgåvor
Sedan 2007 har förlaget Mongoose Publishing publicerat de engelska böckerna på nytt i samarbete med Joe Dever. Dessa innehåller nya illustrationer av tre illustratörer och den första boken har även utökats med 100 sidor skrivna av Joe Dever där man faktiskt får ta del av invasionen som äger rum av Kai-klostret. Övriga böcker har ett separat bonusäventyr i slutet skrivna av andra författare som har direkt anknytning till seriens intrig. De svenska utgåvorna ges sedan 2014 ut av Åskfågeln förlag med illustrationer av Lukas Thelin.

## Rollspelet Ensamma Vargen
I samband med de nya svenska utgåvorna som annonserades 2013 annonserade Åskfågeln förlag att de även skulle översätta och ge ut rollspelet i Magamunds värld som tidigare getts ut av Mongoose Publishing.

## Ensamma Vargen på Internet
Project Aon är ett projekt på internet av och med Joe Dever för att publicera dessa böcker. Där kan man ladda ner och även online spela dessa soloäventyr.
Första boken gjordes även som PC-spel.
För att underlätta spelsystemet och få rätt på alla egenskaper som i takt med varje nytt äventyr kan bli svårare att hålla koll på, finns det ett PC-program som underlättar spelets regler. Programmet publicerades för första gången 2012 och är släppt som freeware.